# إي هي دو
لي هي دو (1 أكتوبر 1955) ممثل من كوريا الجنوبية . بدا مشواره الفني عام 1977 . إشتهر بدور الضابط بارك في المسلسل التاريخي جوهرة القصر.هور جون

## روابط خارجية
- إي هي دو على موقع IMDb (الإنجليزية)
- إي هي دو على موقع قاعدة بيانات الفيلم (الإنجليزية)
- إي هي دو على موقع كينوبويسك (الروسية)

- http://www.kmdb.or.kr/vod/mm_basic.asp?person_id=00000467